# Pseudovipsania
Pseudovipsania is een geslacht van vlinders van de familie slakrupsvlinders (Limacodidae).

## Soorten
- P. frigida (Schaus, 1892)
- P. invera Dyar, 1906